# Wappen der Provinz Soria

Wappen der Provinz Soria, angenommen vor 1972

Das Wappen der Provinz Soria muss zu einem unbekannten Zeitpunkt zwischen 1965 und 1972 angenommen worden sein, da es in der jetzt vorliegenden Form erstmals auf einer Sammelpostkarte von 1972 zu finden ist. Es ist aus den Wappen der damals bestehenden fünf Gerichtsbezirke der Provinz zusammengefügt, deren Zahl durch das Ley 3/1989 vom 13. April 1989 auf drei reduziert wurde. Dieses Gesetz wurde am 17. Juni 1989 im Boletín Oficial del Estado veröffentlicht.

## Beschreibung
In der Heraldik werden die Bezeichnungen rechts und links grundsätzlich aus der Sicht der Person verwendet, die den Schild vor sich her tragen würde, also entgegengesetzt zur Sicht des Betrachters.
Der Wappenschild ist quadriert und trägt einen ovalen Herzschild. Rechts oben steht in Silber eine grüne, entwurzelte Weinranke mit vier grünen Blättern und drei purpurnen Trauben, die sich um einen braunen Stab windet. Dieses Feld steht für Ágreda, das seinen Status als Gerichtsbezirk 1989 verlor. Links oben steht in Silber eine entwurzelte Steineiche in natürlichen Farben, begleitet von sieben blauen Pappelblättern (spanisch panelas), angeordnet 3:2:2. Das Feld repräsentiert Almazán. Rechts unten steht in Rot ein silbernes, schwarz vermauertes Kastell für El Burgo de Osma. Links unten reitet im blauem Feld ein silbern geharnischter Ritter auf einem Schimmel nach rechts gegen ein silbernes, schwarz vermauertes Kastell an, wobei er in der Linken eine schwarze Lanze nach oben gegen die goldene Sonne reckt. Dieses Feld repräsentiert Medinaceli, dessen Gerichtsbezirk 1989 in dem von Almazán aufging.
Der Herzschild zeigt auf rotem Grund ein silbernes, schwarz vermauertes Kastell und auf dessen höchstem Turm die Büste eines schwarzhaarigen, bärtigen Mannes, der eine offene, goldene Königskrone trägt. Der umlaufende silberne Rand trägt die schwarze Inschrift SORIA PURA CABEZA DE ESTREMADURA (spanisch Soria, das wahre Haupt der Extremadura). Damit steht der Herzschild für die Provinzhauptstadt Soria. Umgeben ist der Schild von einem breiten silbernen Rand, der mit 24 schwarzen Scheiben belegt ist. Auf dem Schild ruht die geschlossene Königskrone Spaniens.

## Historische Herkunft der Wappenbestandteile
Das Wappen von Ágreda hat seinen Ursprung wohl in einem Privileg, das König Heinrich IV. von Kastilien am 30. August 1463 auf Antrag des Nachbarn Martín González de Castejón gewährte. In dem Privileg gewährte den Einwohnern von Ágreda und ihren Nachbarn das Recht, Wein aus Navarra und Aragonien einzuführen, ohne den Zehnten zu zahlen.
Die Pappelblätter im Wappen von Almazán stammen aus demjenigen der seit 1579 bestehenden Markgrafschaft Almazán. Diese wurde von König Philipp II. an Francisco Hurtado de Mendoza y Fajardo verliehen. In der Familie Mendoza, die aus Kantabrien stammt, sind die Pappelblätter seit ca. 1458 anzutreffen. Die Steineiche steht für die Fruchtbarkeit der Wälder und Haine des Bezirks.
Das Kastell im Feld für El Burgo de Osma stellt die Grenzfestung zwischen dem Königreich León und dem Kalifat von Córdoba dar, welche schon 910 bestand und 934 von Ramiro II. ausgebaut wurde. Aus Ratsakten geht hervor, dass das Wappen im Ratssaal 1754 erneuert wurde, „so wie es die Stadt schon immer besessen hat“.
Das rechte untere Feld erzählt die angebliche Eroberungsgeschichte der maurischen Alcazaba von Medinaceli (damals Medina Al-Salim) durch den kastilischen Söldnerführer Álvar Fáñez im Sommer des Jahres 1104.
Das Kastell im Wappen von Soria ist die kleine Festung, um die sich nach der Eroberung der Stadt von den Mauren 1109 die Siedlung neu begründete. Der König, der als Büste erscheint, ist Alfons VIII., der am 11. November 1155 in Soria geboren wurde. Die rote Schildfarbe symbolisiert das Blut, das die Kämpfer aus Soria am 14. August 1385 in der Schlacht von Aljubarrota gegen Portugal vergossen haben, als der Überlieferung nach nur ein einziger von ihnen den Kampf überlebte.

## Vorgängerversion
Am 6. September 1965 erschien das Provinzwappen auf der 45. Briefmarke einer Serie Escudos provinciales españoles. Die wichtigsten Unterschiede zum heutigen Aussehen des Wappens sind folgende: die Pappelblätter im linken oberen Feld sind hier rot anstelle von blau, das Kastell im rechten unteren Feld ist golden statt silbern und weist ein geschlossenes, zweiflügeliges Tor auf, der Harnisch des Ritters links unten ist ebenfalls golden statt silbern, sein Schimmel trägt eine rot-silbern gestreifte Satteldecke und Kastell und Sonne fehlen völlig. Außerdem zeigt der ovale Herzschild das Stadtwappen von Soria angelehnt an eine 1860 publizierte Form: Das Kastell mit der Königsbüste erscheint hier über einer hohen, silbernen Brücke.